# 范敏 (明朝)
范敏，阌乡（今河南靈寶）人。明朝政治人物。
洪武八年，范敏中秀才，后升任戶部郎中。洪武十三年，授試户部尚書，并负责制定徭役和里长制度。后因不能勝任而被罢免。